# 福岡市農業協同組合

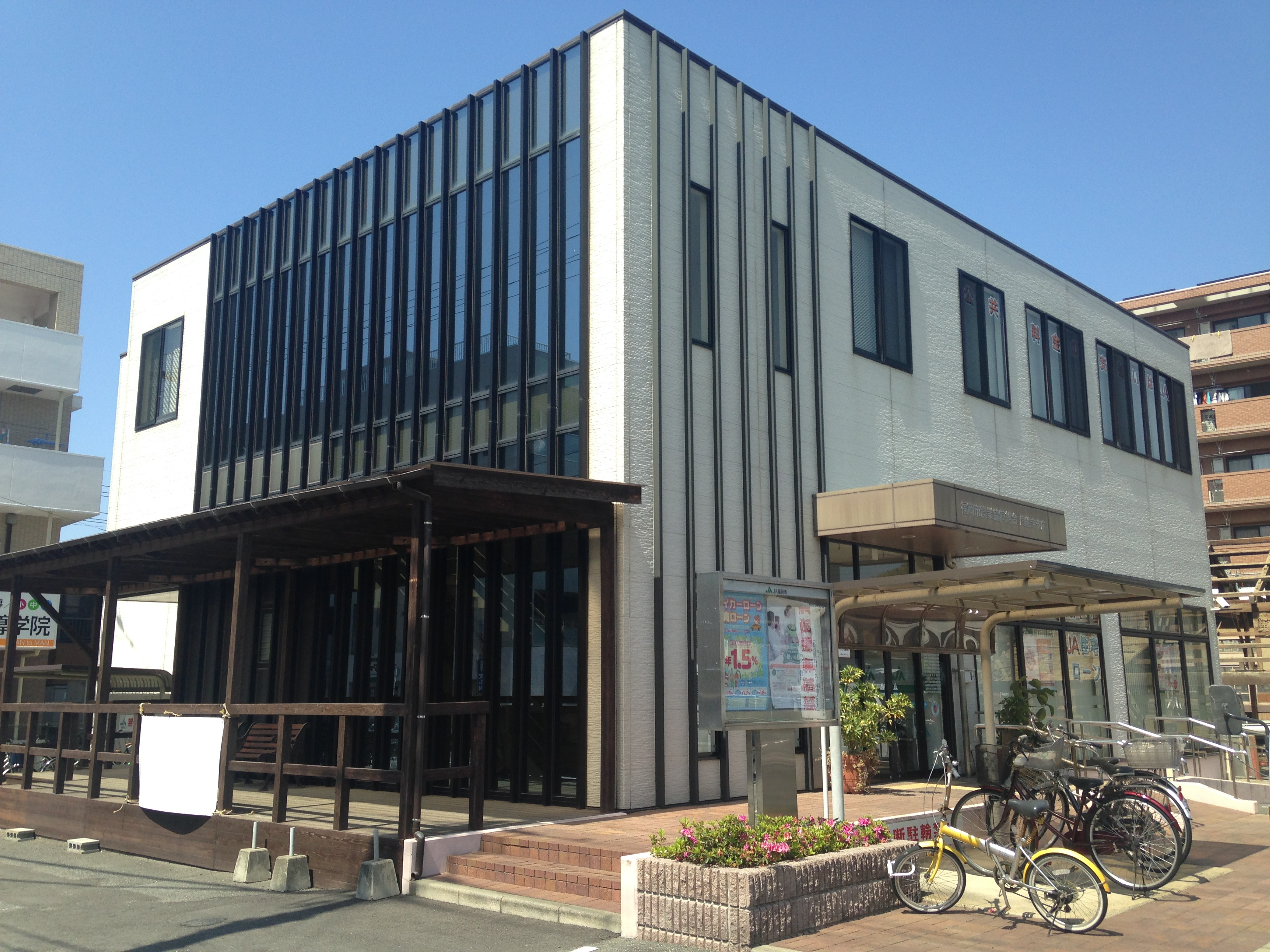
周船寺支店（2015年（平成27年）5月）

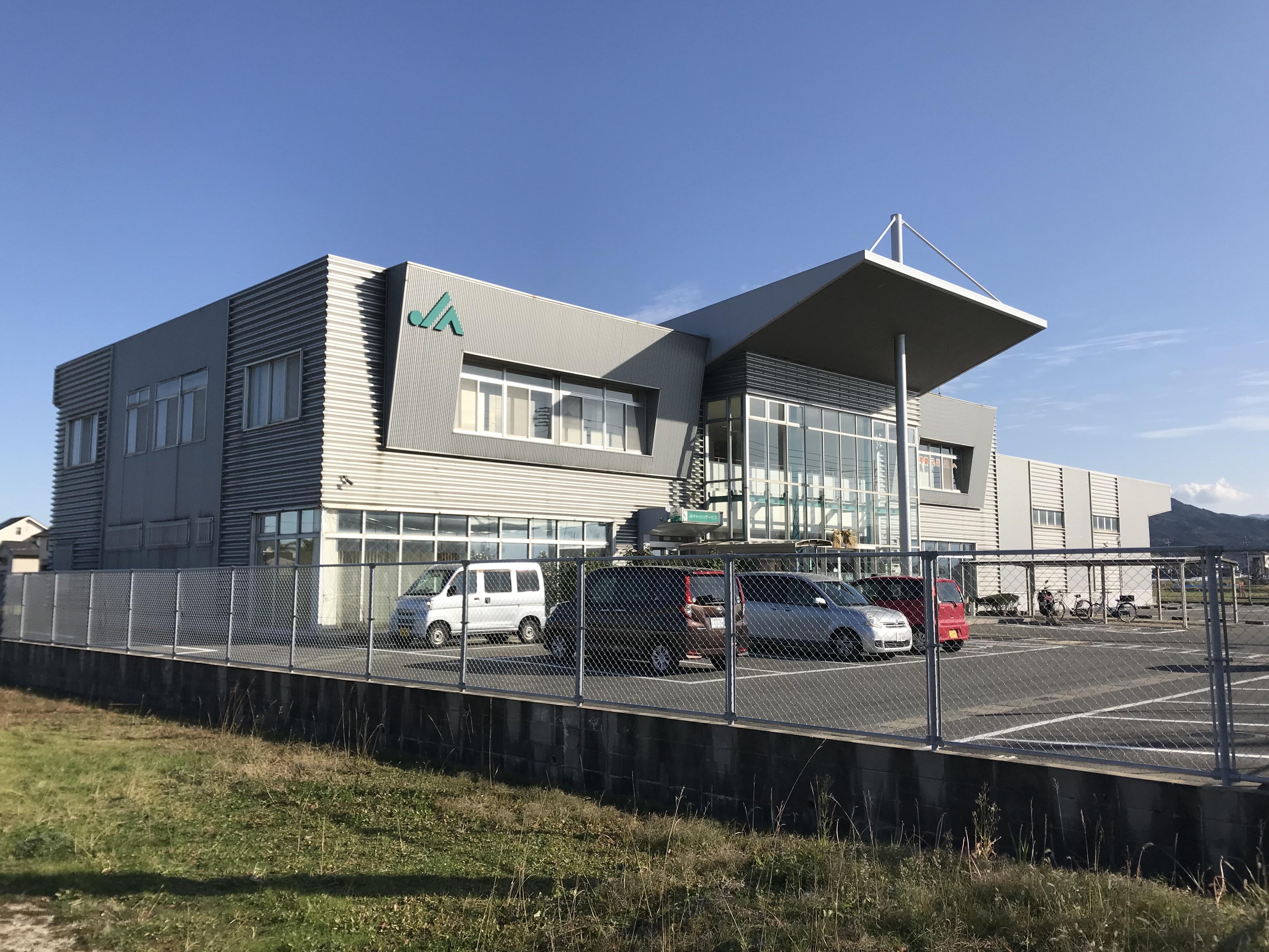
元岡支店（2019年（平成31年）1月）

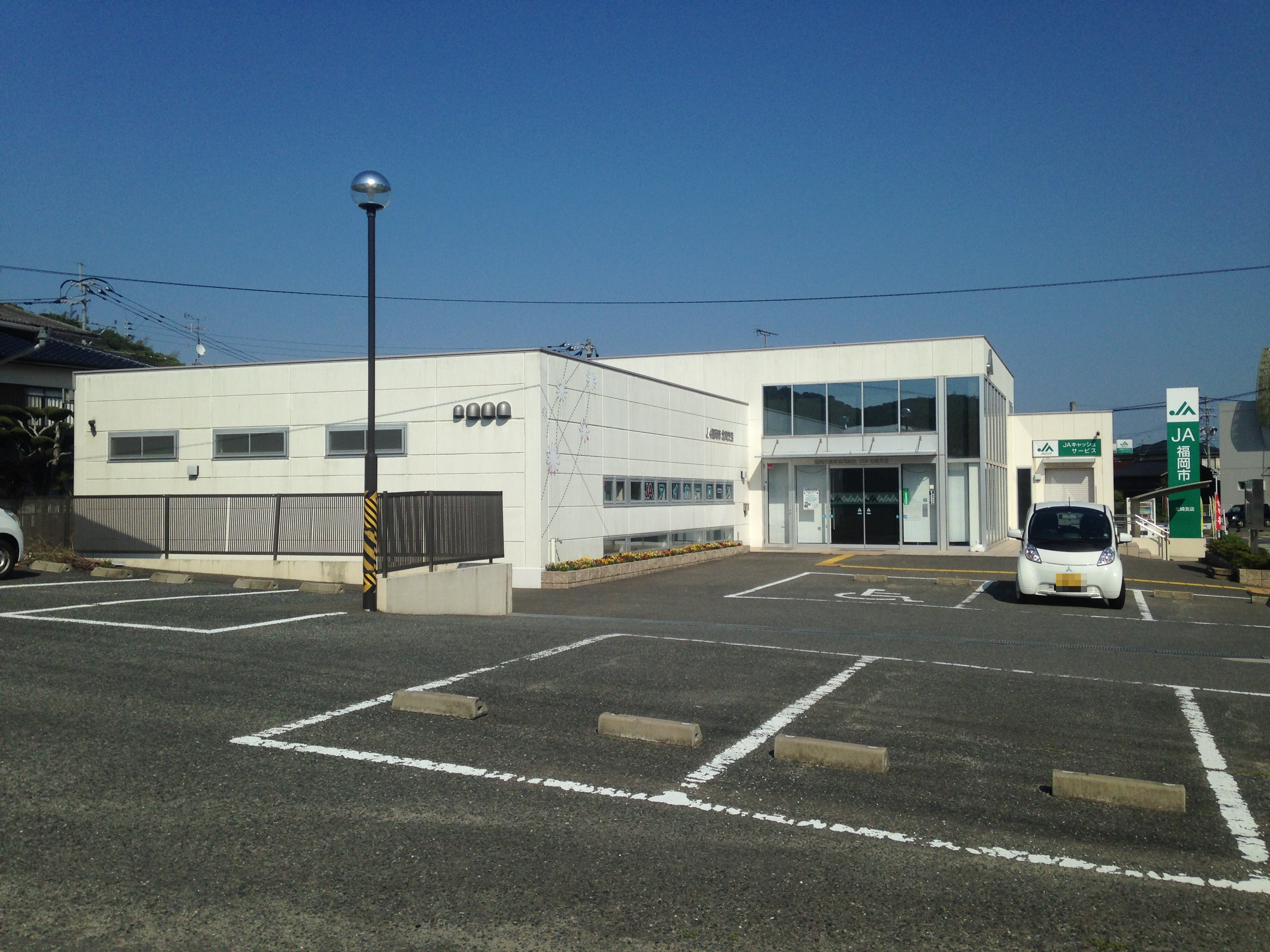
北崎支店（2016年（平成28年）5月）

福岡市農業協同組合（ふくおかしのうぎょうきょうどうくみあい、通称：JA福岡市）は福岡県福岡市中央区に本店を置く農業協同組合。

## 区域
- 福岡市（福岡市東部農業協同組合の管轄である東区・博多区の一部を除く）[1]

## 沿革
- 1962年（昭和37年）10月 - 三宅・樋井川・原・姪浜・南部・西部・堅粕・壱岐・能古・今宿・今津・那珂・曰佐・田隈・金武・周船寺・元岡・北崎・花畑の各農協が合併し、福岡市農協が発足[2][3]。
- 1966年（昭和41年）3月 - 入部・内野・脇山の各農協が合併し、早良町農協が発足[2]。
- 1978年（昭和53年）3月 - 福岡市農協が早良農協（早良町の福岡市編入により改称）を合併[3][4]。
- 2005年（平成17年）4月 - 農産物直売所「じょうもんさん」の第1号店「じょうもんさん 周船寺市場」を開設[3]。
- 2012年（平成24年）3月 - 早良共同出荷調製施設が完成[3]。
- 2013年（平成25年）3月 - 西共同出荷調製施設が完成[3]。
- 2017年（平成29年）3月 - 早良共同出荷調製施設に共同乾燥施設[5]を設置[3]。
- 2024年（令和6年）
  - 3月 - 下山門支店を壱岐支店に統合[6]。
  - 5月 - 玉川支店を三宅支店に統合[6]。
  - 9月 - 那珂支店を板付支店に統合[6]。

### 主な出来事
- 2025年（令和7年） - 職員の着服が発覚。調査などのために組合の決算が遅れ、この年の総代会開催や出資配当金の支払いに影響が及んだ[7]。

## 店舗・施設
- 支店 29
- グリーンセンター（農業指導センター） 3
- ライスセンター 2
- 農機車両センター 1
- 燃料センター 1
- 資材センター 1
- 給油所 1
- 米販売店 1
- 農産物直売所 5
- デイサービスセンター 1

## 子会社
- 株式会社ジェイエイ福岡
- 株式会社JAファーム福岡